# Skobelevo (distrikt i Bulgarien, Chaskovo)
Skobelevo (bulgariska: Скобелево) är ett distrikt i Bulgarien.   Det ligger i kommunen Obsjtina Dimitrovgrad och regionen Chaskovo, i den centrala delen av landet, 180 km öster om huvudstaden Sofia.
Trakten runt Skobelevo består till största delen av jordbruksmark. Runt Skobelevo är det ganska tätbefolkat, med 108 invånare per kvadratkilometer.